# 27495 Heatherfennell
27495 Heatherfennell è un asteroide della fascia principale. Scoperto nel 2000, presenta un'orbita caratterizzata da un semiasse maggiore pari a 2,7839909 UA e da un'eccentricità di 0,0321016, inclinata di 3,78133° rispetto all'eclittica.